# ヘッズ
株式会社ヘッズ（Heads Co.,Ltd.）は、日本のランドスケープコンサルティング会社。
1967年11月9日設立。
大阪本社は大阪市北区浪花町。
東京本社は渋谷区神宮前。
この他、神戸営業所が神戸市東灘区深江本町にある。

## 沿革
- 1967年 大塚守康が株式会社大塚造園設計事務所設立
- 1981年 日本造園学会賞受賞
- 1989年 (株)ヘッズに社名変更
- 1990年 国際花と緑の博覧会会場設計ディレクト
- 1991年 アメリフローラ日本庭園出典プロデュース
- 1999年 グリーン博みやざき'99会場全体のプロデュース

## 主な作品と受賞歴
以下、事業区分ごとに記載。なお、履歴については同社ウェブサイトの転載がおもにつき、枠付きで表示している

```
* 平成 3年10月 港北第一地区山崎公園（地区公園）設計｜第7回都市公園コンクールにおいて建設省都市局長賞受賞（社団法人 日本公園緑地協会）
* 平成 8年10月 国営備北丘陵公園（文化の里）設計｜第12回都市公園コンクールにおいて建設大臣賞受賞（社団法人 日本公園緑地協会）
* 平成11年10月 大津湖岸なぎさ公園打出の森地区造園実施設計｜第15回都市公園コンクールにおいて建設事務次官賞受賞（社団法人 日本公園緑地協会）
* 平成15年 5月 「仰木里山物語」構想｜2003年ランドスケープコンサルタンツ協会賞優秀賞（調査・計画部門）受賞（社団法人 ランドスケープコンサルタンツ協会）
* 平成15年 5月 フローランテ宮崎における花と緑の取り組｜2003年ランドスケープコンサルタンツ協会賞優秀賞（表現・情報部門）受賞（社団法人 ランドスケープコンサルタント協会）
* 平成16年 5月 「田上百年の森づくり」～いにしえの緑をわれわれの手で～｜2004年ランドスケープコンサルタンツ協会賞最優秀賞（調査・計画部門）受賞（社団法人 ランドスケープコンサルタンツ協会）
* 平成16年 5月 なんばパークス　パークスガーデン植栽設計｜2004年ランドスケープコンサルタンツ協会賞最優秀賞（設計部門）受賞（社団法人 ランドスケープコンサルタンツ協会）
* 平成17年 5月 みなみ野シティ栃谷戸公園｜2005年ランドスケープコンサルタンツ協会賞最優秀賞（設計部門）受賞（社団法人 ランドスケープコンサルタンツ協会）
* 平成18年10月 六甲道南公園｜第23回都市公園コンクール国土交通省都市・地域整備局長賞受賞 （社団法人 日本公園緑地協会）
* 平成21年 5月 若葉台公園｜2009年ランドスケープコンサルタンツ協会賞優秀賞（設計部門）受賞（社団法人 ランドスケープコンサルタンツ協会）
* 平成23年 3月 ときわ公園｜第3回岸和田市都市景観賞（大規模建築物届出部門特別賞）受賞（岸和田市）
* 平成24年 5月 第29回全国都市緑化フェアTOKYOメイン会場｜2013年ランドスケープコンサルタンツ協会賞最優秀賞（設計部門）受賞（一般社団法人 ランドスケープコンサルタンツ協会）
* 平成25年11月 葛飾にいじゅくみらい公園｜第29回都市公園コンクール国土交通省都市局賞受賞（一般社団法人 日本公園緑地協会）
* 平成26年 5月 服部緑地公園　～服部緑地が地域・企業とともに生み出す新しい価値「パークライフ」～｜2014年ランドスケープコンサルタンツ協会賞最優秀賞（マネジメント部門）受賞（一般社団法人 ランドスケープコンサルタンツ協会）
* 平成27年10月 国営明石海峡公園（淡路地区）淡路花博2015花・みどりフェア～花・ひょうごガーデンショー～｜第31回都市公園コンクール国土交通大臣賞受賞（一般社団法人 日本公園緑地協会）
* 平成27年11月 立命館大学大阪いばらぎキャンパスおよび岩倉公園の一体的なランドスケープ｜大阪ランドスケープ賞2015 第5回みどりのまちづくり賞大阪府知事賞受賞（大阪府）

```

### 文献資料
- 上原敬二賞受賞者に聞く : 大塚守康先生 (人物インタビュー・第31回上原敬二賞受賞者)　ランドスケープ研究 78(4), 354-357, 2015年1月号